# Verein für Rasensport Wormatia Worms 1962-1963
Questa voce raccoglie le informazioni riguardanti il Verein für Rasensport Wormatia Worms nelle competizioni ufficiali della stagione 1962-1963.

## Stagione
Nella stagione 1962-1963 il Wormatia concluse il campionato di Oberliga sudovest al 4º posto.

## Rosa
| N. |                     | Ruolo | Calciatore         |
| -- | ------------------- | ----- | ------------------ |
|    | Serbia (bandiera)   | P     | Srboljub Krivokuća |
|    | Croazia (bandiera)  | P     | Slavko Stojanović  |
|    | Germania (bandiera) | D     | Norbert Heß        |
|    | Germania (bandiera) | D     | Roland Pflaumer    |
|    | Germania (bandiera) | D     | Oskar Schweizer    |
|    | Germania (bandiera) | D     | Werner Stein       |
|    | Germania (bandiera) | C     | Helmut Bär         |
|    | Germania (bandiera) | C     | Klaus Gleim        |
|    | Germania (bandiera) | C     | Gerhard Kirstein   |
|    | Germania (bandiera) | C     | Wilfried Lösch     |

| N. |                     | Ruolo | Calciatore          |
| -- | ------------------- | ----- | ------------------- |
|    | Germania (bandiera) | C     | Hans Mechnig        |
|    | Germania (bandiera) | C     | Hans-Jürgen Steffen |
|    | Germania (bandiera) | C     | Reinhold Straus     |
|    | Germania (bandiera) | C     | Alfred Weiß         |
|    | Germania (bandiera) | A     | Harald Braner       |
|    | Germania (bandiera) | A     | Walter Dächert      |
|    | Germania (bandiera) | A     | Richard Klaus       |
|    | Germania (bandiera) | A     | Helmut Oswald       |
|    | Germania (bandiera) | A     | Werner Seider       |

## Organigramma societario
Area tecnica
- Allenatore:
- Allenatore in seconda:
- Preparatore dei portieri:
- Preparatori atletici:
- Analisi video:

## Calciomercato

### Sessione estiva
| Acquisti | Acquisti           | Acquisti             | Acquisti |
| R.       | Nome               | da                   | Modalità |
| -------- | ------------------ | -------------------- | -------- |
| P        | Srboljub Krivokuća | OFK Belgrado         |          |
| C        | Klaus Gleim        | Wormatia Worms U19   |          |
| D        | Werner Stein       | Alemannia Aquisgrana |          |
| P        | Slavko Stojanović  | Rijeka               |          |

| Cessioni | Cessioni            | Cessioni          | Cessioni |
| R.       | Nome                | a                 | Modalità |
| -------- | ------------------- | ----------------- | -------- |
| A        | Gottlieb Göller     | Pirmasens         |          |
| P        | Petar Radenković    | Monaco 1860       |          |
| P        | Horst-Dieter Strich | Magonza           |          |
| C        | Karl-Heinz Vatter   | Eintracht Treviri |          |
| C        | Theodor von Brevern | Augusta           |          |

## Risultati

### Oberliga sudovest

#### Girone di andata
| Arbitro: | Siebert |

|                                                  |           |            |
| Kirstein 12’ Dächert 24’, 76’ Müllges 73’ (aut.) | Marcatori | 82’ Storck |

| Arbitro: | Ommerborn |

|                      |           |                      |
| Hohmann 8’, 67’, 72’ | Marcatori | 17’ Stein 56’ Straus |

| Arbitro: | Peters |

|                                |           |                 |
| Straus 28’ Stein 75’ Klaus 81’ | Marcatori | 17’ Settelmeyer |

| Arbitro: | Seiler |

|          |           |                |
| Bahn 87’ | Marcatori | 27’, 90’ Stein |

| Arbitro: | Ott |

|                                   |           |                           |
| Straus 19’ Braner 31’ (rig.), 68’ | Marcatori | 54’, 81’ Vondung 77’ Rahn |

| Arbitro: | Meißner |

|  |           |                                                            |
|  | Marcatori | 16’, 72’ Straus 53’, 74’ Dächert 56’ Braner 83’, 84’ Klaus |

| Arbitro: | Weber |

|  |           |                            |
|  | Marcatori | 10’ Straus 50’, 54’ Braner |

| Arbitro: | Ott |

|  |           |                            |
|  | Marcatori | 13’, 58’ Spengler 82’ Kahl |

| Arbitro: | Sparring |

|                          |           |                                      |
| Krafczyk 34’, 84’ (rig.) | Marcatori | 17’, 70’ Straus 55’ Klaus 63’ Braner |

| Arbitro: | Henmann |

|                          |           |  |
| Schweizer 75’ Straus 85’ | Marcatori |  |

| Arbitro: | Tremmel |

|                   |           |                       |
| Groß 6’ Gogel 65’ | Marcatori | 12’ Braner 40’ Seider |

| Arbitro: | Roth |

|                       |           |                                  |
| Straus 19’ Braner 73’ | Marcatori | 20’ Altmeyer 78’ (aut.) Pflaumer |

| Arbitro: | Klees |

|  |           |              |
|  | Marcatori | 87’ Pflaumer |

| Arbitro: | Peters |

|  |           |                                     |
|  | Marcatori | 7’ Klaus 10’, 28’ Oswald 77’ Straus |

| Arbitro: | Spinnler |

|             |           |                                |
| Dächert 86’ | Marcatori | 5’, 64’ Wittemaier 68’ Greiner |

#### Girone di ritorno
| Arbitro: | Schmid |

|           |           |  |
| Fuchs 19’ | Marcatori |  |

| Arbitro: | Tremmel |

|                       |           |                        |
| Braner 12’ Straus 40’ | Marcatori | 16’ Weishaar 59’ Brill |

| Arbitro: | Deuschel |

|                                          |           |  |
| Richter 10’ Bauer 32’ Neumann 65’ (rig.) | Marcatori |  |

| Arbitro: | Hahn |

|                                |           |           |
| Wingert 24’ (rig.) Vondung 78’ | Marcatori | 76’ Klaus |

| Arbitro: | Klees |

|                                              |           |                         |
| Braner 11’, 59’, 87’ Oswald 23’ Pflaumer 58’ | Marcatori | 27’ Mellinger 88’ Trapp |

| Arbitro: | Fritz |

|                                                    |           |          |
| Braner 22’ (rig.) Straus 51’ Dächert 60’ Klaus 84’ | Marcatori | 48’ Horn |

| 10 febbraio 1963 22ª giornata | Sportfreunde 05 Saarbrücken | 0 – 0 referto | Wormatia Worms | (2 500 spett.)\| Arbitro: \| Schreiner \| |
| Arbitro:                      | Schreiner                   |               |                |                                           |

| Worms 17 febbraio 1963 23ª giornata | Wormatia Worms | 0 – 0 referto | Saarbrücken | Wormatia-Stadion (8 000 spett.)\| Arbitro: \| Meißner \| |
| Arbitro:                            | Meißner        |               |             |                                                          |

| Arbitro: | Sparring |

|                                              |           |       |
| Straus 28’, 86’ Braner 33’, 50’ Kirstein 87’ | Marcatori | 7’ II |

| Arbitro: | Bernhard |

|          |           |                       |
| Betz 88’ | Marcatori | 37’ Seider 75’ Braner |

| Arbitro: | Ommerborn |

|                               |           |  |
| Steffen 25’, 32’ Kirstein 39’ | Marcatori |  |

| Arbitro: | Bicha |

|                  |           |                       |
| Karis 45’ (rig.) | Marcatori | 17’ Stein 25’ Dächert |

| Worms 21 aprile 1963 28ª giornata | Wormatia Worms | 0 – 0 referto | Borussia Neunkirchen | Wormatia-Stadion (5 000 spett.)\| Arbitro: \| Rodenhausen \| |
| Arbitro:                          | Rodenhausen    |               |                      |                                                              |

| Arbitro: | Schröder |

|  |           |             |
|  | Marcatori | 43’ Dächert |

| Arbitro: | Wagner |

|                                                              |           |          |
| Pflaumer 19’ Braner 52’ (rig.), 67’ Straus 85’ Schweizer 86’ | Marcatori | 53’ Wolf |

## Statistiche

### Statistiche di squadra
| Competizione      | Punti | In casa | In casa | In casa | In casa | In casa | In casa | In trasferta | In trasferta | In trasferta | In trasferta | In trasferta | In trasferta | Totale | Totale | Totale | Totale | Totale | Totale | DR  |
| Competizione      | Punti | G       | V       | N       | P       | Gf      | Gs      | G            | V            | N            | P            | Gf           | Gs           | G      | V      | N      | P      | Gf     | Gs     | DR  |
| ----------------- | ----- | ------- | ------- | ------- | ------- | ------- | ------- | ------------ | ------------ | ------------ | ------------ | ------------ | ------------ | ------ | ------ | ------ | ------ | ------ | ------ | --- |
| Oberliga sudovest | 41    | 15      | 8       | 5       | 2       | 39      | 20      | 15           | 9            | 2            | 4            | 31           | 16           | 30     | 17     | 7      | 6      | 70     | 36     | +34 |
| Totale            | 41    | 15      | 8       | 5       | 2       | 39      | 20      | 15           | 9            | 2            | 4            | 31           | 16           | 30     | 17     | 7      | 6      | 70     | 36     | +34 |

### Andamento in campionato
| Giornata  | 1 | 2 | 3 | 4 | 5 | 6 | 7 | 8 | 9 | 10 | 11 | 12 | 13 | 14 | 15 | 16 | 17 | 18 | 19 | 20 | 21 | 22 | 23 | 24 | 25 | 26 | 27 | 28 | 29 | 30 |
| --------- | - | - | - | - | - | - | - | - | - | -- | -- | -- | -- | -- | -- | -- | -- | -- | -- | -- | -- | -- | -- | -- | -- | -- | -- | -- | -- | -- |
| Luogo     | C | T | C | T | C | T | T | C | T | C  | T  | C  | T  | T  | C  | T  | C  | T  | T  | C  | C  | T  | C  | C  | T  | C  | T  | C  | T  | C  |
| Risultato | V | P | V | V | N | V | V | P | V | V  | N  | N  | V  | V  | P  | P  | N  | P  | P  | V  | V  | N  | N  | V  | V  | V  | V  | N  | V  | V  |
| Posizione | 2 | 6 | 5 | 5 | 5 | 3 | 2 | 4 | 4 | 4  | 4  | 4  | 2  | 2  | 4  | 5  | 6  | 7  | 7  | 6  | 6  | 6  | 6  | 5  | 5  | 5  | 5  | 4  | 3  | 3  |

Legenda:

Luogo: C = Casa; T = Trasferta. Risultato: V = Vittoria; N = Pareggio; P = Sconfitta.

### Statistiche dei giocatori
| H. Braner     | 24 | 18 | 0 | 0 |
| H. Bär        | 2  | 0  | 0 | 0 |
| W. Dächert    | 24 | 8  | 0 | 0 |
| K. Gleim      | 3  | 0  | 0 | 0 |
| N. Heß        | 25 | 0  | 0 | 0 |
| G. Kirstein   | 30 | 3  | 0 | 0 |
| R. Klaus      | 29 | 7  | 0 | 0 |
| S. Krivokuća  | 30 | 0  | 0 | 0 |
| W. Lösch      | 24 | 0  | 0 | 0 |
| H. Mechnig    | 10 | 0  | 0 | 0 |
| H. Oswald     | 4  | 3  | 0 | 0 |
| R. Pflaumer   | 16 | 3  | 0 | 0 |
| N. Schmahl    | 1  | 0  | 0 | 0 |
| O. Schweizer  | 30 | 2  | 0 | 0 |
| W. Seider     | 14 | 2  | 0 | 0 |
| H. Steffen    | 28 | 2  | 0 | 0 |
| W. Stein      | 7  | 5  | 0 | 0 |
| S. Stojanović | 0  | 0  | 0 | 0 |
| R. Straus     | 29 | 16 | 0 | 0 |
| A. Weiß       | 0  | 0  | 0 | 0 |